# جنگل‌های آمازون
آمازون نام بزرگ‌ترین جنگل بارانی جهان است که در شمال آمریکای جنوبی  قرار گرفته و بیشتر آن در خاک برزیل و پرو جای دارد. بیش از نیمی از همه جنگل‌های بارانی باقی‌مانده در جهان در آمازون قرار دارند. مساحت جنگل‌های آمازون ۵٫۵ میلیون کیلومتر مربع است که بین ۹ کشور تقسیم شده‌ است.
این منطقهٔ جنگلی که تماماً از درختان پهن‌برگ تشکیل شده و رودخانهٔ آمازون نیز از میان آن می‌گذرد، بخش‌هایی از کشورهای برزیل (۶۰ درصد)، پرو (۱۳٪)، کلمبیا (۹٪)، ونزوئلا (۵٪)، بولیوی (۵٪)، گویان (۳٪)، سورینام (۲٪)، اکوادور (۱٫۵٪) و گویان فرانسه (۱٫۵٪) را در برمی‌گیرد. جنگل آمازون نامزد قرار گرفتن در فهرست عجایب هفتگانه جدید است.
بیشتر مساحت جنگل‌های آمازون در حوضه آمازون و ۱۱۰۰ شاخه آن واقع شده‌است. این حوضه آبریز بین ۲۰۰ تا ۵۰۰ میلیون سال پیش در دوران دیرینه‌زیستی شکل گرفته‌است. اهمیت جنگل آمازون در تنوع زیستی گونه‌های گیاهی و جانوری آن، و همچنین در نقش مهم این جنگل در جذب گاز کربن دی‌اکسید از هوا و تولید اکسیژن به جای آن است. جنگل آمازون نزدیک به نیمی از اکسیژن جو زمین را تولید می‌کند. از جنگل‌های آمازون به عنوان بزرگ‌ترین میراث طبیعی جهان یاد می‌شود و برخی آن را «ریه‌های کره زمین» می‌نامند. در نیم قرن گذشته جنگل بارانی آمازون تقریباً بیست درصد کوچکتر شده‌است. با تخریب جنگل‌ها، در درازمدت با برهم خوردن «ثبات کربن» در جو زمین، الگوهای بارندگی در سراسر جهان نیز تغییر کرده و کشاورزی با بحران روبرو خواهد شد.
جنگل‌های بارانی آمازون در همهٔ فصول سال دارای هوایی گرم با رطوبتی بسیار زیاد است. میانگین دما در مرکز آمازون، نزدیک به ۳۰ درجهٔ سلسیوس (۸۶ درجه فارنهایت) غربی‌ترین بخش این منطقه، نزدیک به ۲۵ درجهٔ سلسیوس (۷۶ درجه فارنهایت) است. تقریباً هر روزه باران سنگینی در سرتاسر آمازون می‌بارد.
بزرگ‌ترین شهر ناحیه آمازون واقع در شمال شرق برزیل، شهر مانائوس است. شهر مانائوس یکی از شهرهای میزبان جام جهانی فوتبال بوده‌است. آب‌وهوای همه مناطق آمازون گرم و شرجی است.
رود آمازون از رشته کوه‌های مرتفع آند آمریکای جنوبی سرچشمه می‌گیرد و با گذر از یک مسیر بسیار پر پیچ و خم و عبور از کشورهای متعدد به سمت شرق و اقیانوس اطلس می‌رود. از آن جا که دهانه این رود خیلی عریض است در برخی از نقاط آن قابل کشتیرانی است. آب گرم و نسبت راکد این رودخانه باعث شده‌است محلی مناسب برای زندگی برخی از حیوانات بسیار عجیب کره زمین باشد. برای نمونه دلفین صورتی که به زبان محلی بوتو نامیده می‌شود، یکی از نادرترین دلفین‌ها در سراسر دنیاست که در میان آب‌های رودخانه پهناور آمازون زندگی می‌کند. براساس گفته‌های دانشمندان رودخانه آمازون نزدیک به یازده میلیون سال است که همچنان جاری است.

## نام
نام رودخانه آمازون (و گرفته‌شده از آن، نام جنگل آمازون) را کاشف اسپانیایی، فرانسیسکو ده اوریانا بر این رود گذاشت. او در آن زمان با جنگجویان زن از قبیله تاپویاس برخورد کرد و آنان او را به یاد قبیله‌ای از زنان رزمنده به نام آمازون‌ها انداخت که در اساطیر و تواریخ یونانی از آن‌ها نام برده شده‌است. آمازون‌ها شاید در اصل گروهی از سکاهای ایرانی‌تبار آسیای میانه بودند که در بین آن‌ها زنان به همراه مردان می‌جنگیدند. احتمال داده شده که ریشه واژه آمازون از یک زبان غیر هندو اروپایی باشد و همچنین این احتمال هست که یک واژه ترکیبی ایرانی (ها-مازان) در معنی «با هم جنگیدن، هم‌رزمی» باشد. اگرچه در منابعی مانند آکسفورد ریشه این واژه را ناشناس می‌دانند و این احتمال نیز می‌رود که یونانی به معنی «بدون سینه» باشد. اشاره به زنان جنگجویی به نام آمازون‌ها که پستان راست خود را می‌بریدند برای آنکه بتوانند بهتر با تیر و کمان کار کنند.

## بومیان
امروزه در بخش برزیلی جنگل‌های آمازون بیش از ۲۴ میلیون نفر زندگی می‌کنند که شامل صدها هزار مردم بومی است که به ۱۸۰ قبیله گوناگون تعلق دارند. شواهد ژنتیک و مردم‌شناختی نشان می‌دهد که مردم بومی آمازون سرخ‌پوستانی هستند که ریشه آن‌ها مانند دیگر سرخ‌پوستان آمریکا به مهاجرانی بازمی‌گردد که بین ۱۳ هزار تا ۱۷ هزار سال پیش از سیبری آغاز به حرکت کردند. این مهاجران در پایان واپسین عصر یخبندان یعنی زمانی که [تنگه برینگ] هنوز به شکل پلی یخ‌زده قاره آسیا را به قاره آمریکا متصل می‌کرد از این تنگه گذشته و به آمریکای شمالی رسیدند. نوادگان این مهاجران مدت‌ها بعد از سوی شمال غرب آمازون به منطقه آمازون وارد شدند.
شواهد باستان‌شناختی از کاوش‌های کاورنا داپدرا پینتادا نشان می‌دهد که بشریت برای نخستین بار  دست‌کم ۱۱٬۲۰۰ سال پیش در آمازون سکونت داشته. جنگل‌های آمازون مأمن بیش از ۱۸۰ قبیله بومی است. در اعماق این جنگل‌ها هنوز قبایلی از بومیان زندگی می‌کنند که تاکنون با دنیای امروز و مردمان شهرنشین تماسی نداشته‌اند. هر از گاه خبری از کشف یکی از قبیله‌های ناشناخته آمازون در رسانه‌های دنیا شنیده می‌شود. البته نزدیک به بیست میلیون نفر هم در قلب قبیله‌های گوناگون در اطراف زندگی می‌کنند که به بشر امروزی نزدیک‌تر هستند. دولت برزیل برای حفظ فرهنگ و اصالت این بومیان که هر یک احتمالاً زبان و آیین‌های منحصر به فردی دارند، بخش‌های بزرگی از جنگل‌های آمازون را تحت حفاظت قرار داده‌است. نیمی از جمعیت قبایل جنگل آمازون طی سالیان متمادی بر اثر بیماری، گرسنگی، و جنگ، جان خود را از دست داده‌اند.
هر سال در ماه‌های ژوئن و اوت، قبایل مستقر در جنگل آمازون و شهرهای اطراف جشنی به نام کوارپ برگزار می‌کنند. در این جشن که در واقع برای بزرگداشت رفتگانشان برپا می‌شود هر قبیله، رقص، غذاهای بومی و آیین‌های خود را به نمایش می‌گذارد. ورود غریبه‌ها به این جشن برای تماشا تنها با اجازه رؤسای قبایل امکان‌پذیر است. بالغ بر ۹٪ از جمعیت جنگل‌های آمازون از بومیانی تشکیل‌شده که ۶۰ قبیله از آنها به‌طور کلی منزوی و از تمدن بی‌خبر هستند.
در یکی از واپسین تلاش‌ها، قضات دیوان عالی برزیل به حفظ یک منطقه اختصاصی سرخپوستان در ایالت شمالی رورایما به عنوان یک سرزمین واحد و یکپارچه رای دادند. این منطقه اختصاصی به نام «راپورت سرا دو سول» به مساحت بیش از یک میلیون و ۷۰۰ هزار هکتار در کنار مرز ونزوئلا محل زندگی نزدیک به ۲۰ هزار سرخپوست منطقه آمازون است. نخستین اروپایی که موفق شد کل درازای رودخانه آمازون را با قایق بپیماید فرانسیسکو ده اوریانا بود که این کار را در سال ۱۵۴۲ انجام داد. در کرانه‌های این رود در آن زمان سکونتگاه‌هایی وجود داشته که ساکنان آن بعداً به خاطر دچار شدن به بیماری‌های اروپایی نظیر آبله از بین رفتند. در یکی از پژوهش‌هایی که برای آشنایی بیشتر با این بومیان انجام شد، یک کارشناس برجسته که تخصص او در مورد قبایل آمازون بود در جریان یکی از این پژوهش‌ها توسط تیر و کمان بومیان کشته شد. ریه لی فرانسیسکاتو ۵۶ ساله در میان یک پژوهش توسط تیری که از کمان یکی از این قبایل بومی رها شد و در سینه‌اش نشست کشته شد.

## تنوع زیستی

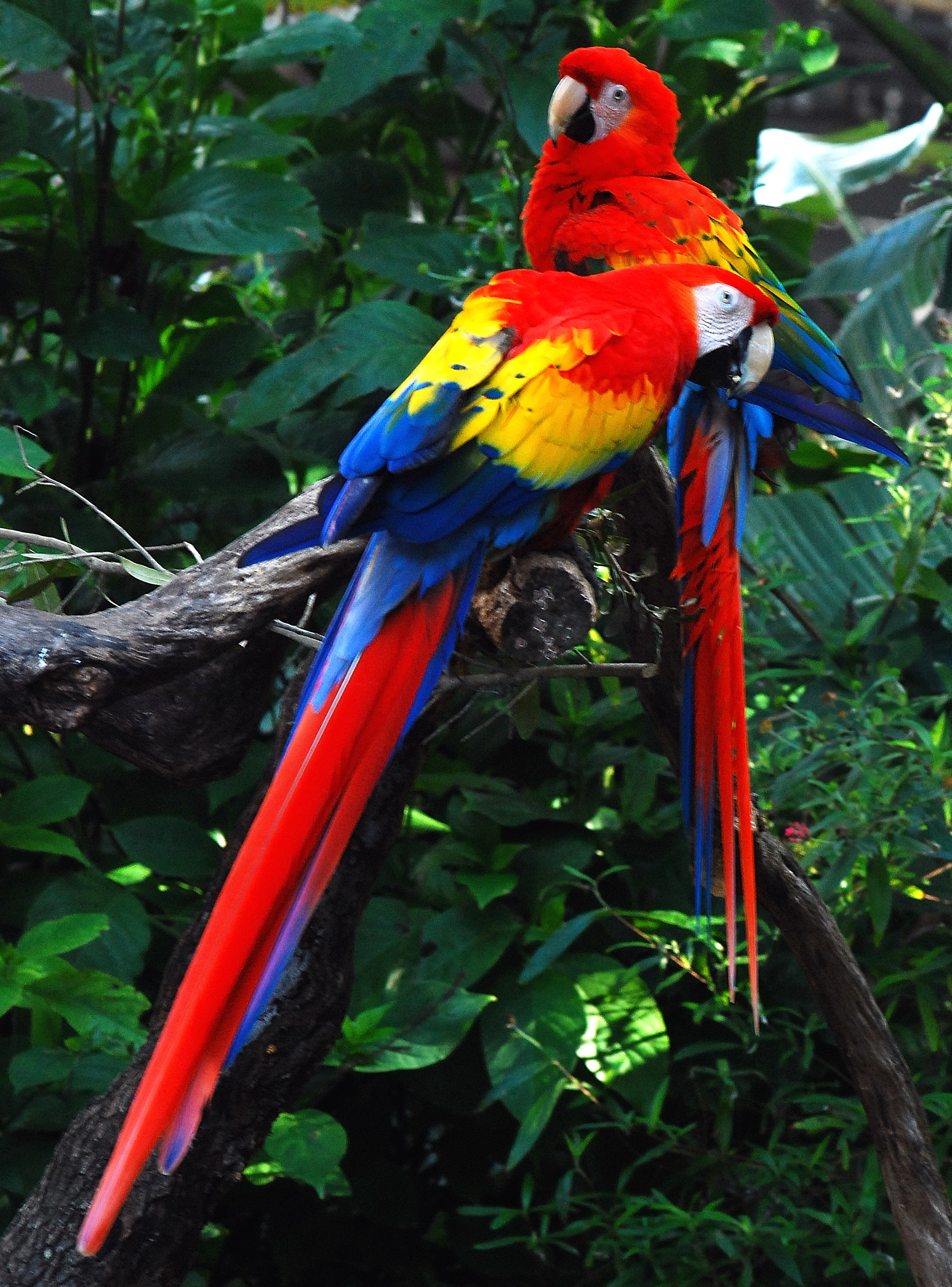
مکائو سرخ‌فام از پرندگان بومی جنگل‌های گرمسیری آمریکای جنوبی.

آمازون بالاترین تنوع زیستی را در جهان دارد. شمار درختان این جنگل ۳۹۰ میلیارد اصله برآورد می‌شود که شامل ۱۶ هزار گونه درخت می‌شود.
در جنگل‌های آمازون نزدیک به دو نیم میلیون گونه از حشرات و ده‌ها هزار گونه گیاه زندگی می‌کنند. شمار گونه‌های پرندگان و پستانداران آمازون نزدیک به دو هزار گونه است. تاکنون دست‌کم ۴۰٬۰۰۰ گونه‌های گیاهی، ۲۲۰۰ گونه ماهی، ۱۲۹۴ گونه پرنده، ۴۲۷ گونه از پستانداران، ۴۲۸ گونه دوزیست و ۳۷۸ گونه از خزندگان به‌طور علمی در منطقه آمازون بررسی و طبقه‌بندی شده‌اند.
یک‌پنجم همه گونه‌های پرندگان جهان در جنگل‌های آمازون زیست می‌کنند و یک‌پنجم از گونه‌های ماهیان جهان نیز ساکن رودخانه‌ها و آب‌های روان آمازون هستند.
شماری از گونه‌های موجود در آمازون از گونه‌های پرخطر برای انسان و دیگر حیوانات هستند. ازجمله کیمن سیاه، جگوار، شیر کوهی و آناکوندا. در رودخانه‌ها نیز مارماهی برقی می‌تواند باعث مرگ شود و ماهیان درنده‌ای به نام پیرانیا هم بدن انسان را گزیده و شدیداً زخمی می‌کنند. قورباغه زهرآگین هم از جانداران سمی خطرناک این نواحی است و خفاش خون‌آشام که در داخل جنگل‌های بارانی آمازون ساکن است از ناقلان بیماری هاری به‌شمار می‌آید. مالاریا، تب زرد و تب دنگی نیز از بیماری‌هایی است که احتمال ابتلا به آن‌ها در جنگل‌های آمازون هست.
درخت‌هایی که در معرض خطر انقراض قرار دارند، گونه‌هایی مانند گردوی برزیلی و نخل هستند که زندگی ساکنان آمازون به میوه، دانه، پوشال و خواص دارویی آنان وابسته است. این درختان نقش مهمی در پایداری خاک و تعدیل آب و هوا ایفا می‌کنند.

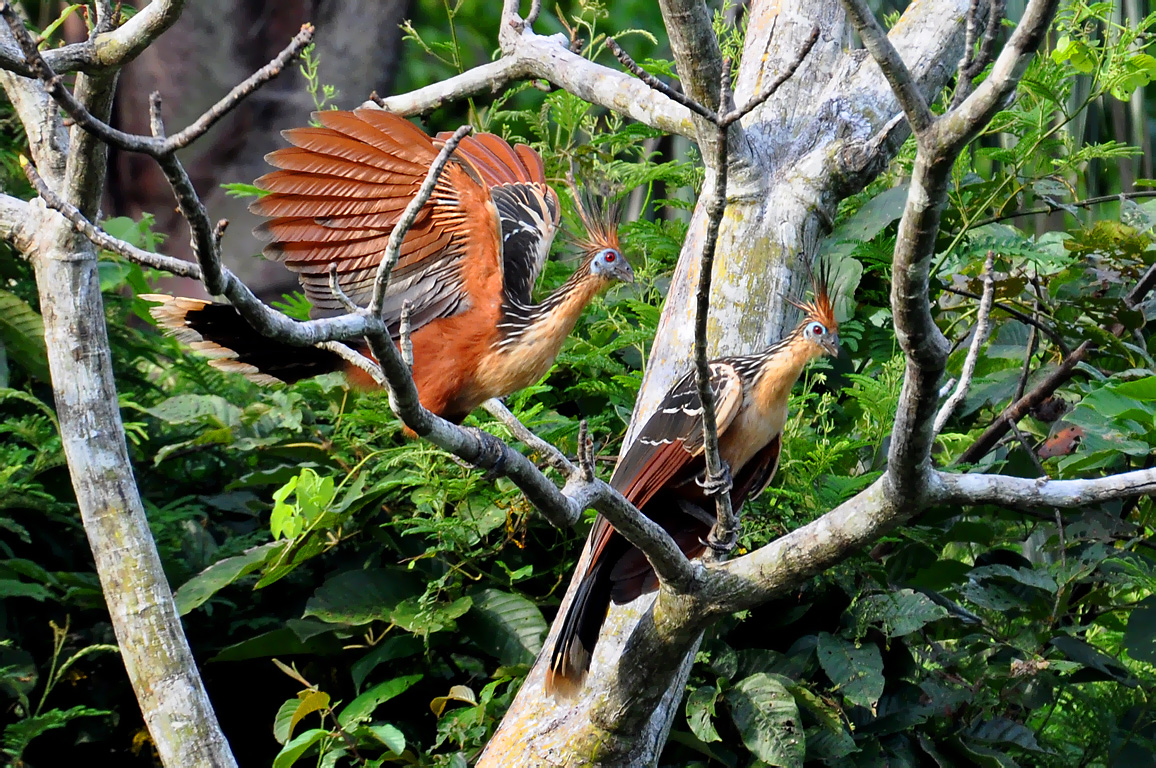
گندمرغ
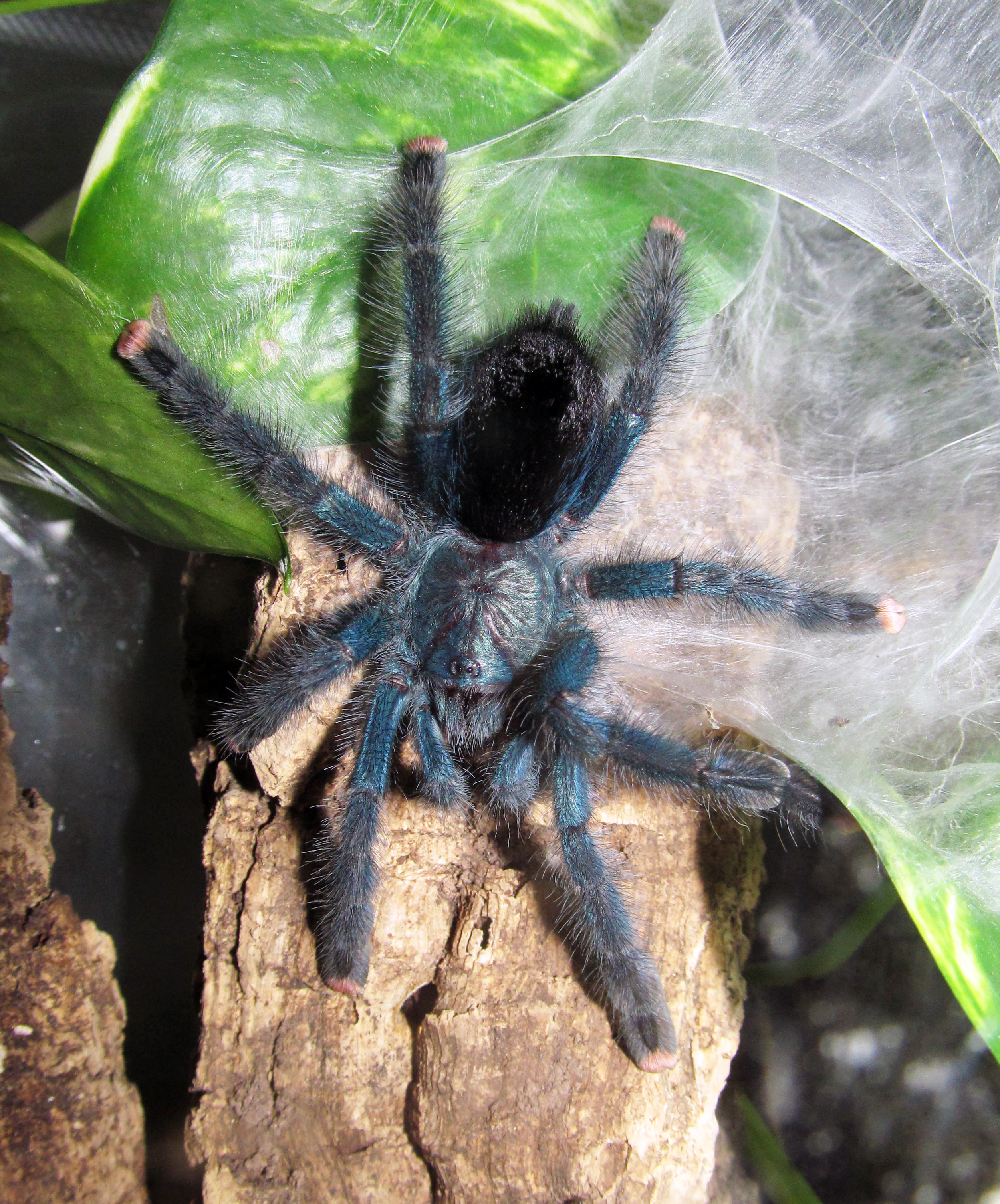
رتیل
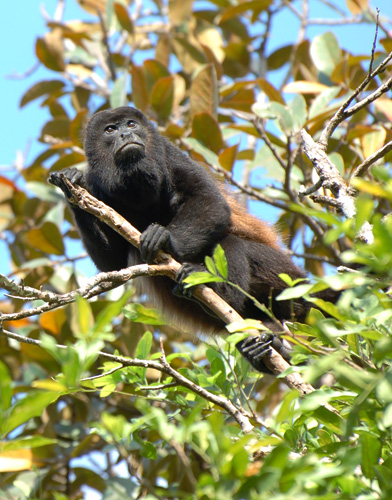
میمون جیغ‌کش
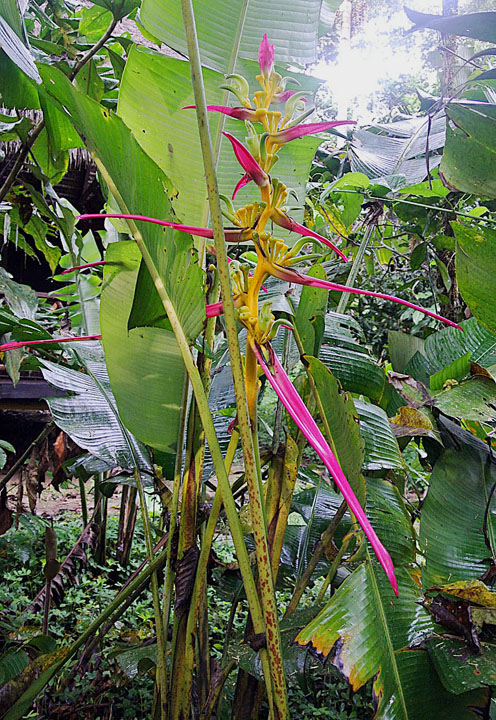
گل خرچنگی
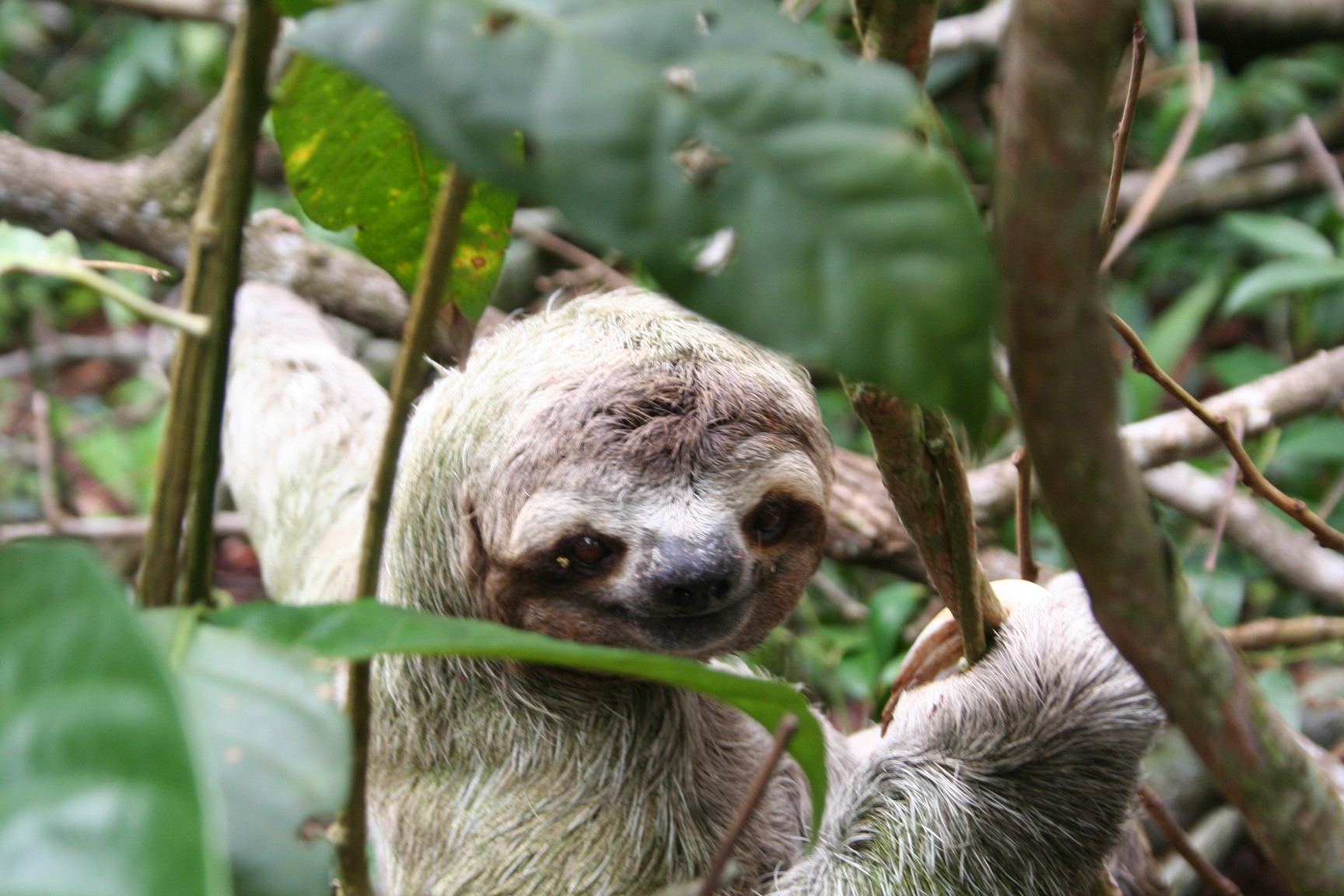
تنبل گلوقهوه‌ای
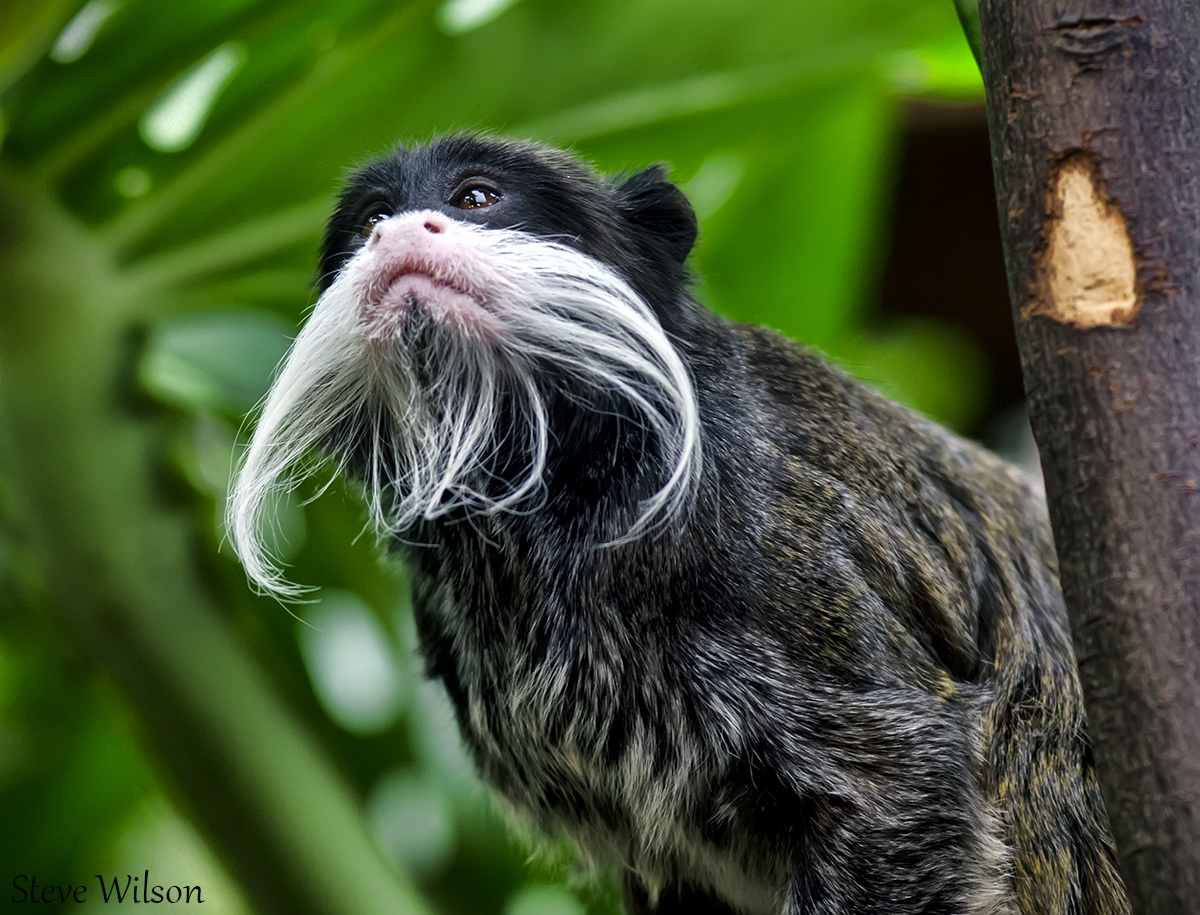
تامارین امپراتور
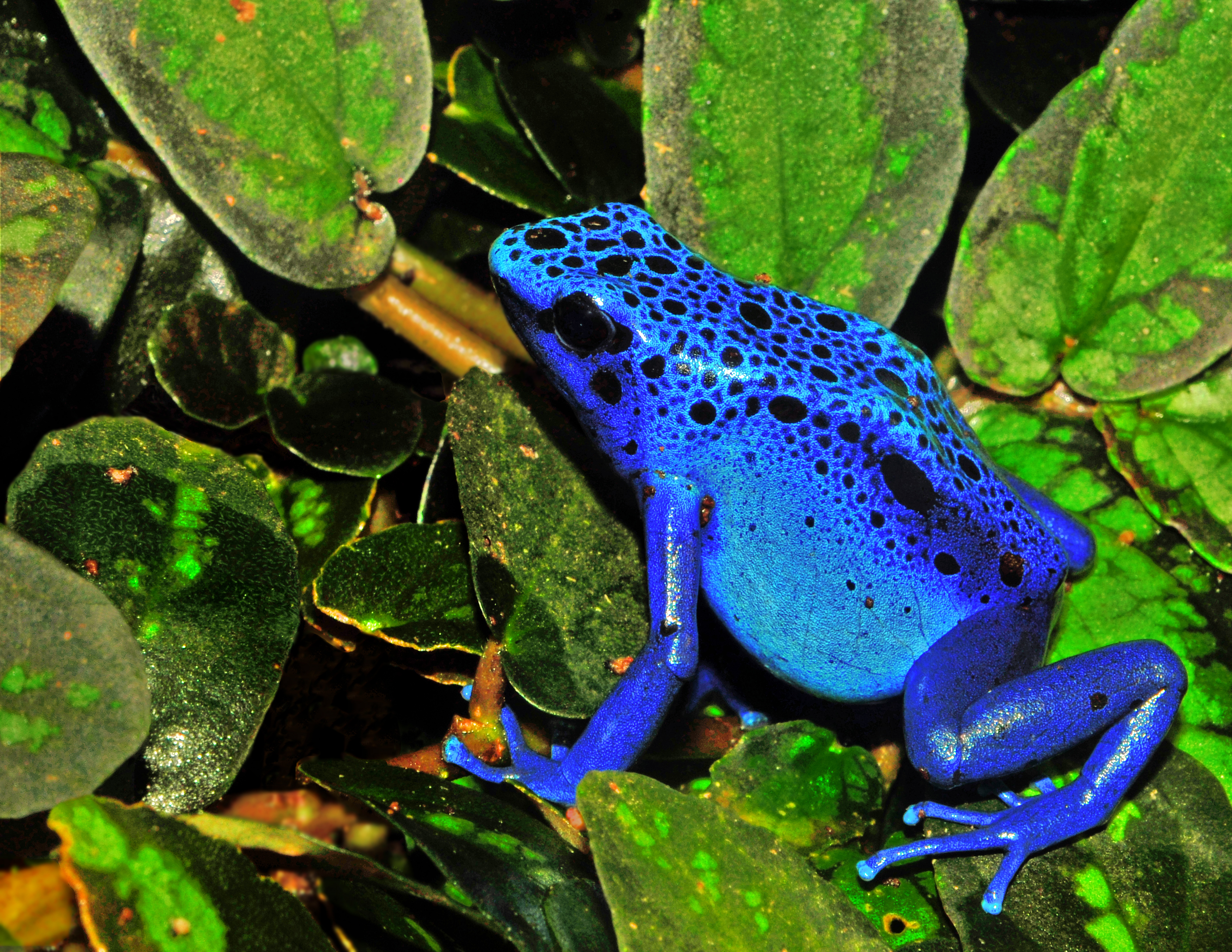
قورباغه نیزه سمی آبی
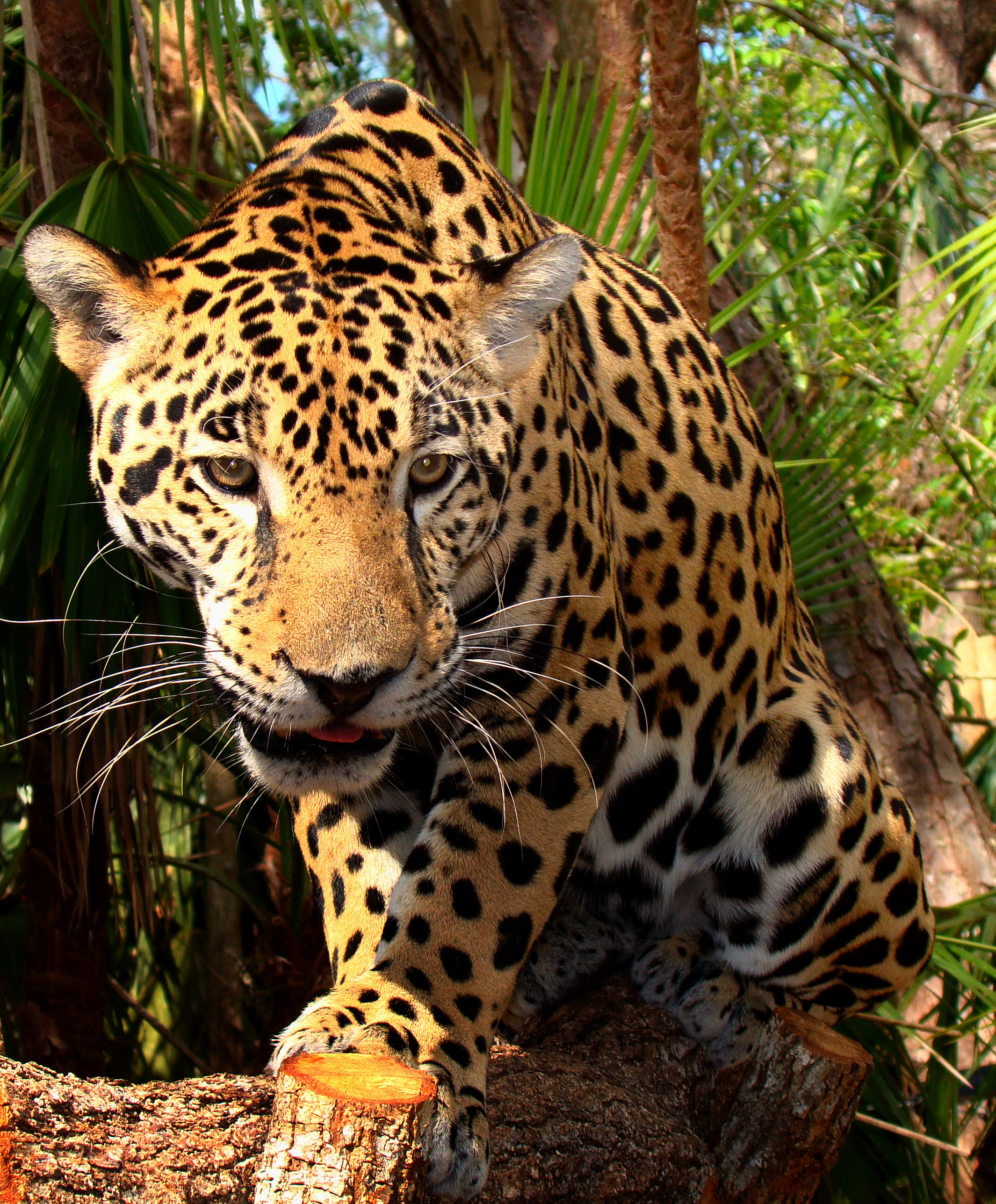
جگوار
یوآکاری گر
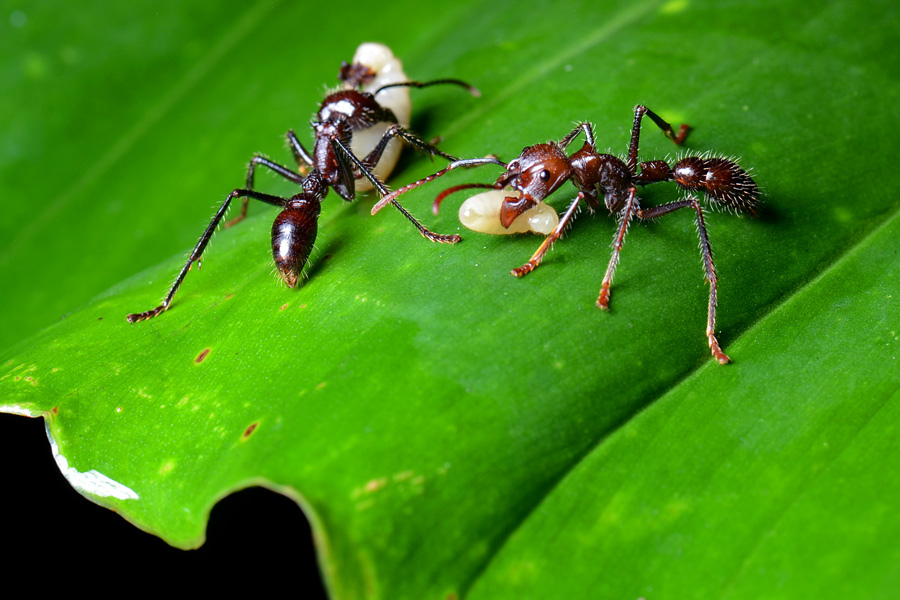
نیش مورچه گلوله به‌شدت دردآور است.
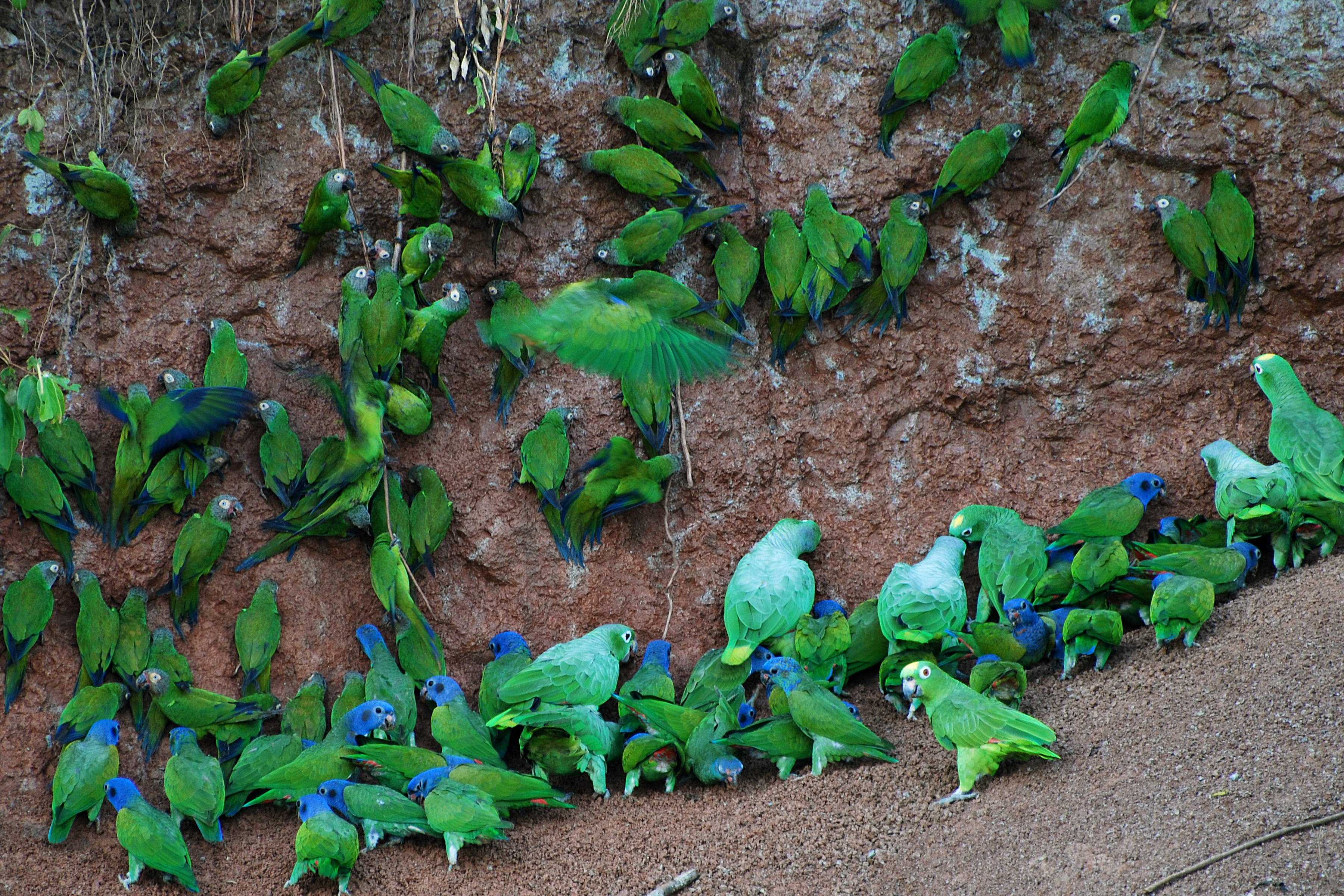
طوطی‌ها در حال لیسیدن گِل در پارک ملی یاسونی، اکوادور

## تهدید آمازون

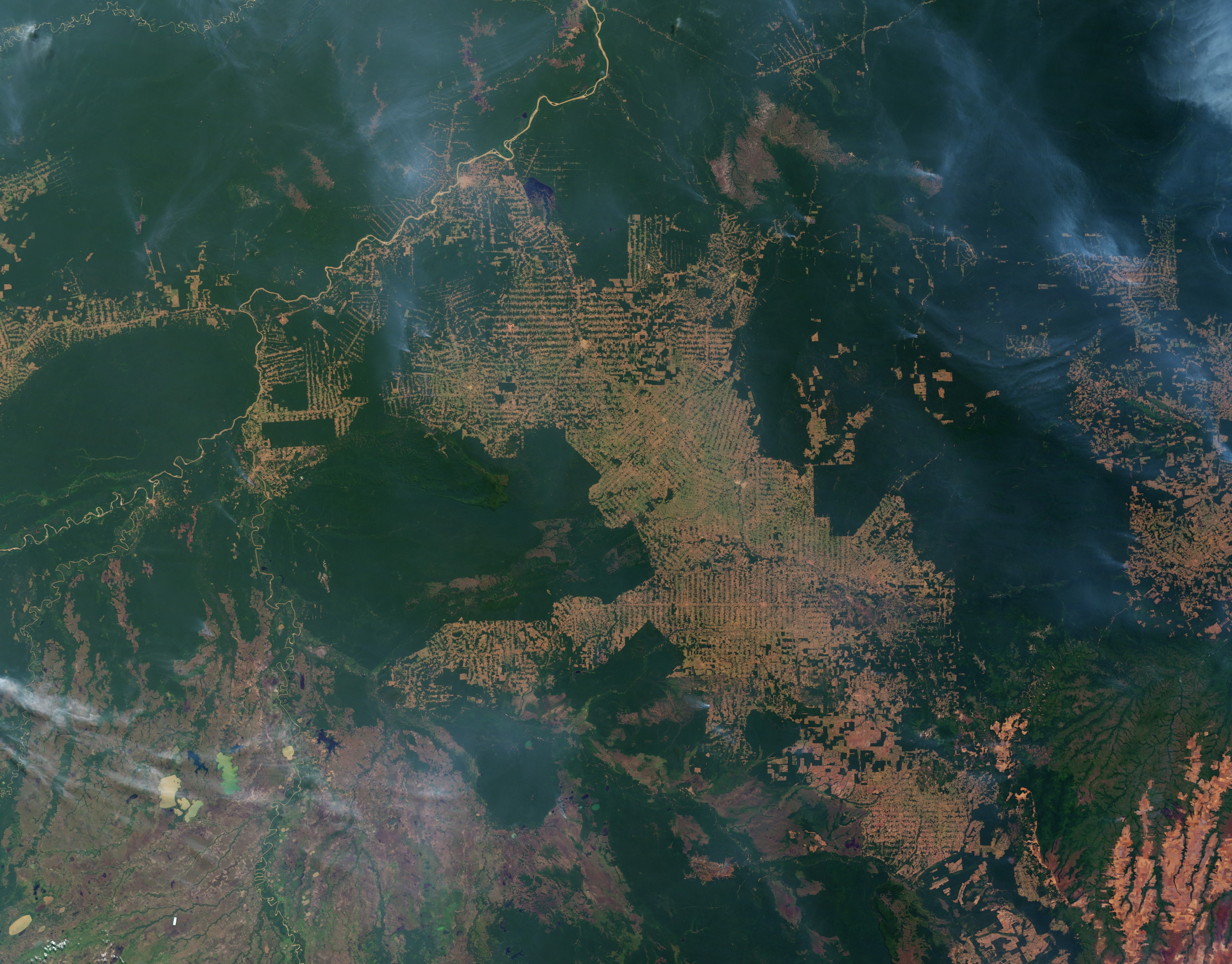
آتش و جنگل‌زدایی در روندونیا، برزیل.

بخش برزیلی آمازون طی چهل سال گذشته (تا ۱۳۹۶ خورشیدی) بیش از ۱۸ درصد از جنگل‌های خود را از دست داده‌است که مساحتی برابر با مساحت کالیفرنیا را دربر می‌گیرد. بریدن درخت‌ها برای چوب، گسترش کشتزارهای سویا و ایجاد دام‌داری باعث این جنگل‌زدایی‌ها بوده‌است.
جنگل‌های آمازون نقش بزرگی در تصفیه هوای زمین دارند و برای همین دولت برزیل در سال ۲۰۰۹ متعهد شد تا جلوی جنگل‌زدایی را در این کشور بگیرد. برزیلی‌ها متعهد شده‌اند که تا سال ۲۰۲۰ میلادی ۸۰ درصد از جنگل‌زدایی در کشورشان را به نسبت آنچه که به‌طور متوسط بین ۱۹۹۶ تا ۲۰۰۵ روی داده بود کم کنند. علی‌رغم اظهارات مقامات دولتی برزیل مبنی بر اقدام برای حفظ آمازون، سالانه به‌طور متوسط ۱۹٬۴۰۰ کیلومتر مربع از آن جنگل برای چنین مصارفی نابود می‌شود.
به موجب نتایج پژوهش‌های محققان اداره هواشناسی بریتانیا، در دیدی محافظه‌کارانه، افزایش متوسط دما به اندازه ۲ درجه سلسیوس بالاتر از متوسط دما در دوران پیش از صنعتی شدن، سبب نابودی ۴۰ درصد پوشش جنگلی آمازون تا پایان قرن جاری میلادی خواهد شد. در همین سناریوی محافظه‌کارانه، افزایش متوسط دما به اندازه سه درجه، سبب نابودی ۷۵ در صد پوشش جنگلی در منطقه آمازون خواهد شد.
اما جنگل آمازون که به «ریه تنفسی کره زمین» شهرت یافته تنها توسط افزایش دما تهدید نمی‌شود، بلکه قطع درختان و تخریب عمدی جنگل برای مصارف گاوداری و کشاورزی هم به مشکلات افزوده‌است.
طرفداران محیط زیست رفع ممنوعیت فروش محصولات اصلاح ژنتیکی شده در برزیل را نیز تهدید جدی برای جنگل‌های بارانی آمازون می‌دانند. در قانون تازه، عرضه و کشت محصولات اصلاح ژنتیکی شده به ویژه سویا برای صادرات تأیید شده‌است. شرکت‌های زیست‌فناوری و کشاورزان بزرگ برندگان این قانون تازه محسوب می‌شوند. هرچند این اقدام و همچنین قانونی شدن پژوهش‌ها بر روی سلول‌های بنیادی جنین انسان از دید مردم برزیل حرکتی به سوی برزیل نوین است؛ اما طرفداران محیط زیست می‌گویند جنگل‌های بارانی و کشاورزان کوچک بازنده ماجرا هستند. طرفداران محیط زیست نگران هستند محصولات اصلاح ژنتیکی شده، گونه‌های بومی را نابود کند، در زنجیره غذایی اختلال به وجود آورد و امکان ورود این محصولات به مناطق جدید مانند جنگل‌های پاکسازی‌شده آمازون را فراهم سازد. تخریب بزرگ‌ترین جنگل بارانی جهان طی دو سال گذشته برای دومین بار به بالاترین اندازه خود رسید. سال گذشته بخشی از جنگل آمازون به وسعت ۲۳ هزار کیلومتر مربع نابود شد. طرفداران محیط زیست می‌گویند دامداران و چوب‌برها درختان جنگل‌های بارانی و علفزارهای استوایی را نابود می‌کنند و کشاورزان زمین‌های خالی‌شده از درخت را به کشتزار تبدیل می‌کنند.
از طرفی آزادراهی که در آمریکای جنوبی کشیده می‌شود و از جنگل‌های آمازون عبور می‌کند، نیز در تخریب این جنگل‌ها نقش مهمی دارد. از طرف دیگر، دادگاهی در برزیل با ساخت سومین سد بزرگ جهان روی رودخانه ژینگ و در قلب جنگل‌های آمازون موافقت کرده‌است.
در سال ۱۳۹۴ خورشیدی (۲۰۱۵ میلادی) اعلام شد که برزیل و پرو با پیشنهاد چین برای ساخت راه‌آهن در آمازون موافقت اولیه کرده‌اند. در صورت ساخت، طول این راه‌آهن به بیش از ۵ هزار کیلومتر می‌رسد و ریو دو ژانیرو، دومین شهر بزرگ برزیل در حاشیه اقیانوس اطلس را به بندری در پرو در اقیانوس آرام متصل می‌کند. توسعه این خط آهن از هزینه صادرات مواد خام و فراورده‌های کشاورزی به چین کم می‌کند. اما مخالفان طرح می‌گویند ساخت‌وساز برای ایجاد راه‌آهن ممکن است به جنگل‌های بکر آمازون آسیب بزند.
هم در سال ۲۰۰۵ و هم در سال ۲۰۱۰ میلادی جنگل‌های آمازون دچار خشکسالی شدید شدند که نابودی گیاهی بزرگی را در مناطق گوناگون رقم زد. یک پژوهش تازه نشان می‌دهد که در صورت افزایش سه درجه‌ای میانگین دمای جهان، نزدیک به ۷۵ درصد از جنگل‌های آمازون نابود خواهند شد.
در نوامبر ۲۰۲۰ آژانس فضایی برزیل اعلام کرد که تصاویر هوایی نشان می‌دهند از زمان بر سر کار آمدن ژائیر بولسونارو به عنوان رئیس‌جمهور این کشور روند تخریب و قطع درختان در آمازون شتاب گرفته و تنها در سال ۲۰۲۰ با افزایشی نزدیک به ۱۰ درصد به بالاترین اندازه طی ۱۲ سال گذشته رسیده‌است. ژائیر بولسونارو، به روشنی گفته‌است که توسعه را بر حفظ جنگل ترجیح می‌دهد.

### برج دیدبان کربن دی‌اکسید
دکلی به بلندی ۳۲۵ متر که از برج ایفل نیز بلندتر است، در قلب جنگل آمازون و در میان درختان تنومند آن ساخته شده‌است. این دکل برای مشاهده تغییرات شیمیایی در راستای پژوهش تغییرات اقلیمی در سطح جهان ساخته شده‌است. جنگل آمازون با تولید نیمی از اکسیژن جو زمین، تأثیری فوق‌العاده بر روی آن می‌گذارد. این برج عمدتاً به دنبال گازهای گلخانه‌ای همچون کربن دی‌اکسید، مونوکسید دی نیتروژن و ازون است که جو را گرم می‌کنند. همه داده‌های جمع‌آوری شده توسط این برج که قرار است به مدت ۳۰ سال به فعالیت بپردازد در قالب الگوهایی به ثبت می‌رسد تا امکان پیش‌بینی تغییرات اقلیمی فراهم شود و بر روی تصمیمات دولت دربارهٔ محیط زیست تأثیر بگذارد. انتظار می‌رود که این برج در آغاز سال ۲۰۱۷ به‌طور کامل آماده استفاده باشد. برج بلند دیدبان آمازون پروژه مشترک مؤسسه ملی برزیل در امور پژوهش‌های آمازونی و موسسه آلمانی ماکس پلانک است.
این مطالعات نشان داده که میزان تصاعد کربن دی‌اکسید از بخش‌هایی از آمازون، که تا یک پنجم این جنگل‌ها را تشکیل می‌دهد بیش از میزان جذب این گاز در این نواحی است. این یافته محصول پژوهش‌ای ده‌ساله به روی گازهای گلخانه‌ای در حوضه آبریز آمازون است و ظاهراً نشان می‌دهد که نزدیک به ۲۰ درصد کل این جنگل‌ها به منبع تولید کربن دی‌اکسید در اتمسفر بدل شده‌است. یکی از دلایل اصلی این پدیده جنگل‌زدایی است. در سال‌های اخیر میلیونها درخت در آمازون به دلیل چوب‌بری و آتش‌سوزی از میان رفته‌است. آمازون در دهه‌های ۱۹۸۰ و ۱۹۹۰ یک منبع مهم جذب کربن بود به طوری که شاید دو میلیارد تن دی‌اکسید کربن را سالانه از جو جذب می‌کرد. این میزان در سال ۲۰۲۰ احتمالاً به جذب یک تا ۱٫۲ میلیارد تن دی‌اکسید کربن در سال کاهش یافته‌است. این رقم شامل میزان کربن دی‌اکسید نیست که از طریق قطع جنگل و آتش‌سوزی راهی هوا می‌شود.

## سفر گرد و غبار صحرا تا آمازون
هر سال جریانی از گرد و غبار صحرای بزرگ آفریقا سراسر اقیانوس اطلس را از شرق به غرب طی می‌کند و به جنگل‌های آمازون می‌رسد. این گرد و غبار به خاک‌های آمازون که بر اثر باران‌های تند و سیلاب فسفر خود را از دست داده‌اند، فسفر می‌رسانند. پژوهش‌ها نشان داده‌اند که در مدت هفت سال، به‌طور متوسط هرسال ۲۸ هزار تن خاک به منطقه جنگلی آمازون در آمریکای جنوبی منتقل شده‌است. این خاک دارای ۲۲ هزار تن فسفر بوده، که عامل غذایی حیاتی در رشد گیاهان و ماده اصلی کودهای تجارتی است. دانشمندان با استفاده از ماهواره توانسته‌اند گرد و غبار صحرا و عبور آن از اقیانوس اطلس را ردگیری کنند.

## نگارخانه

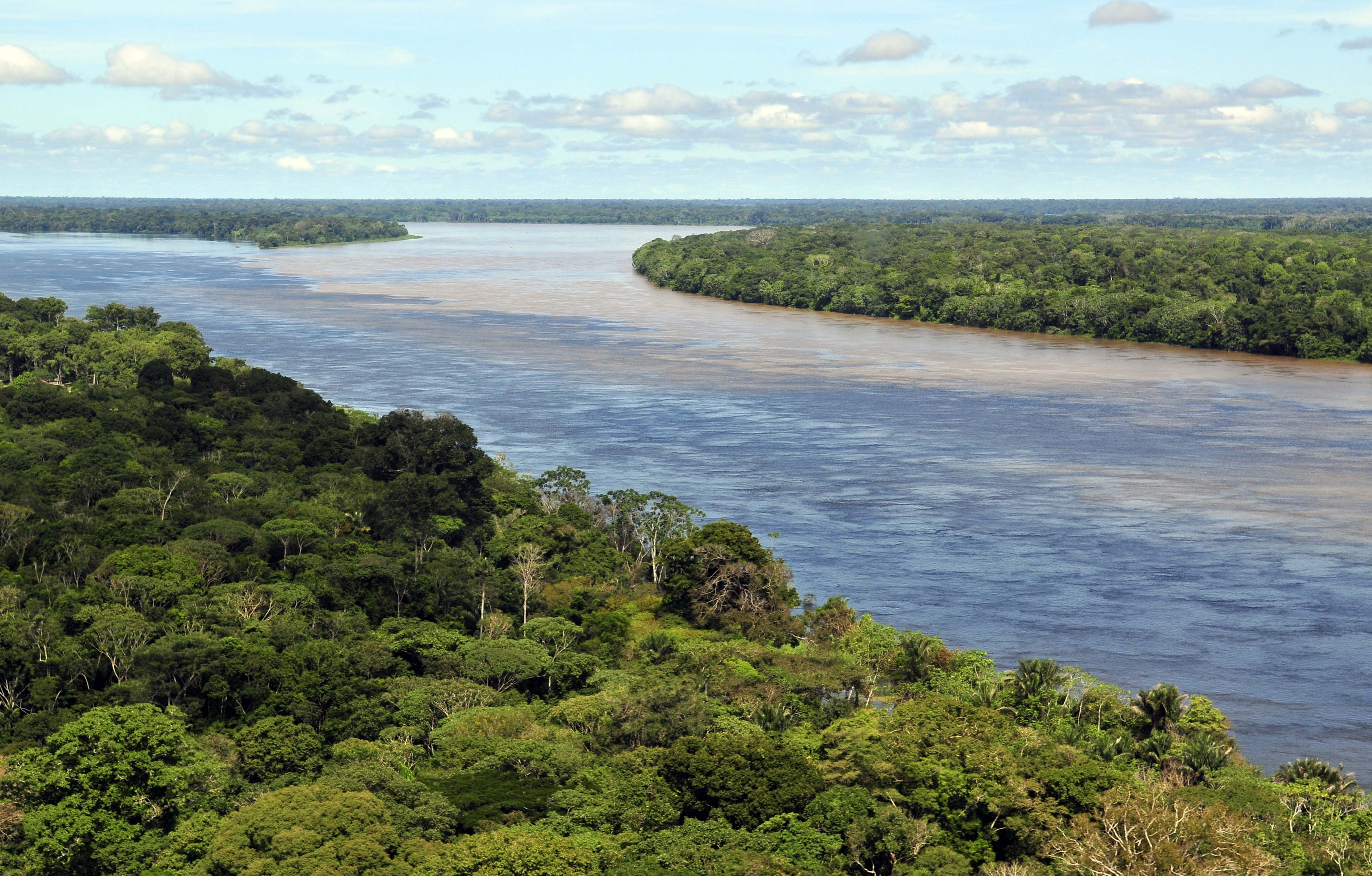
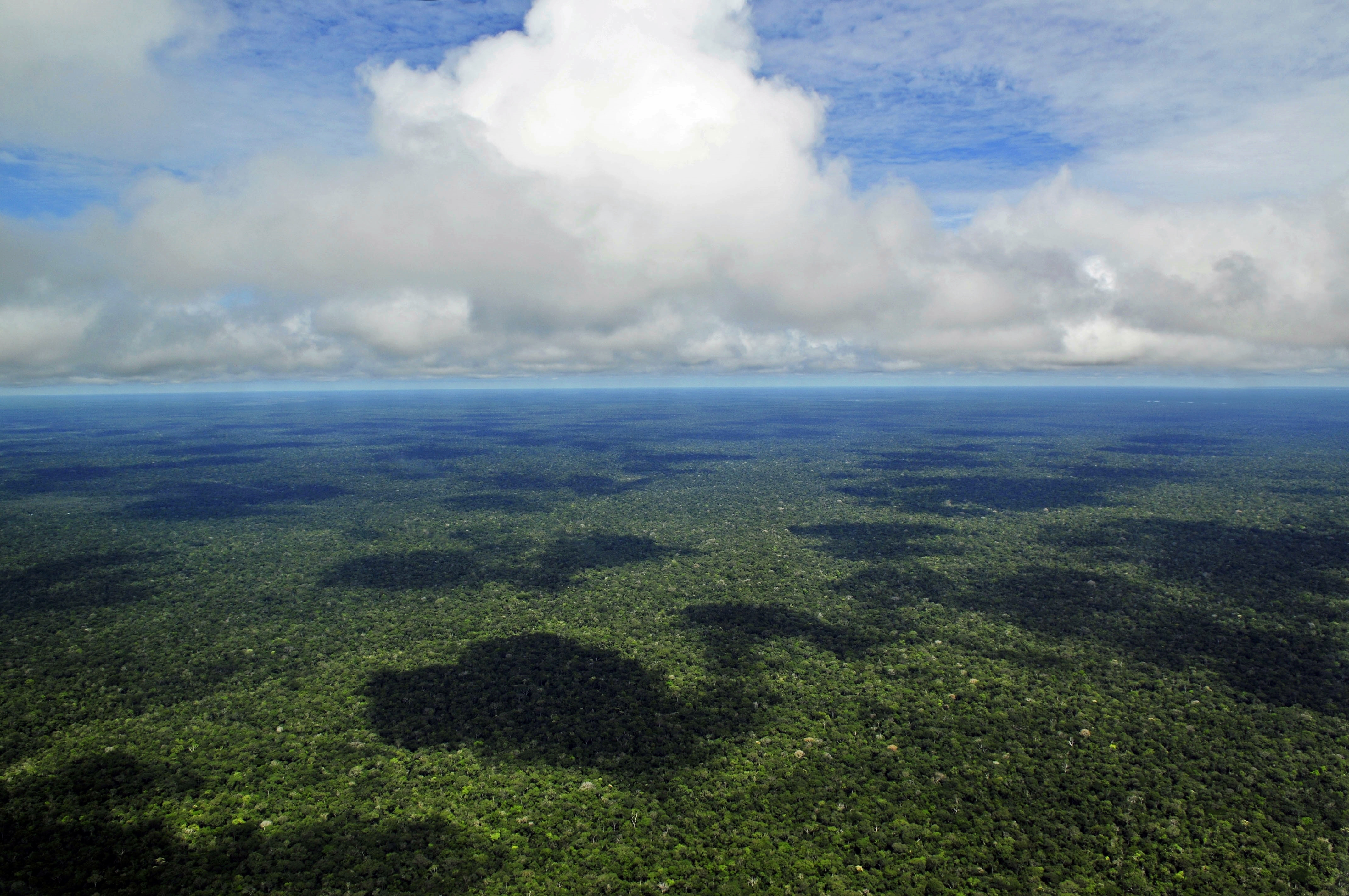
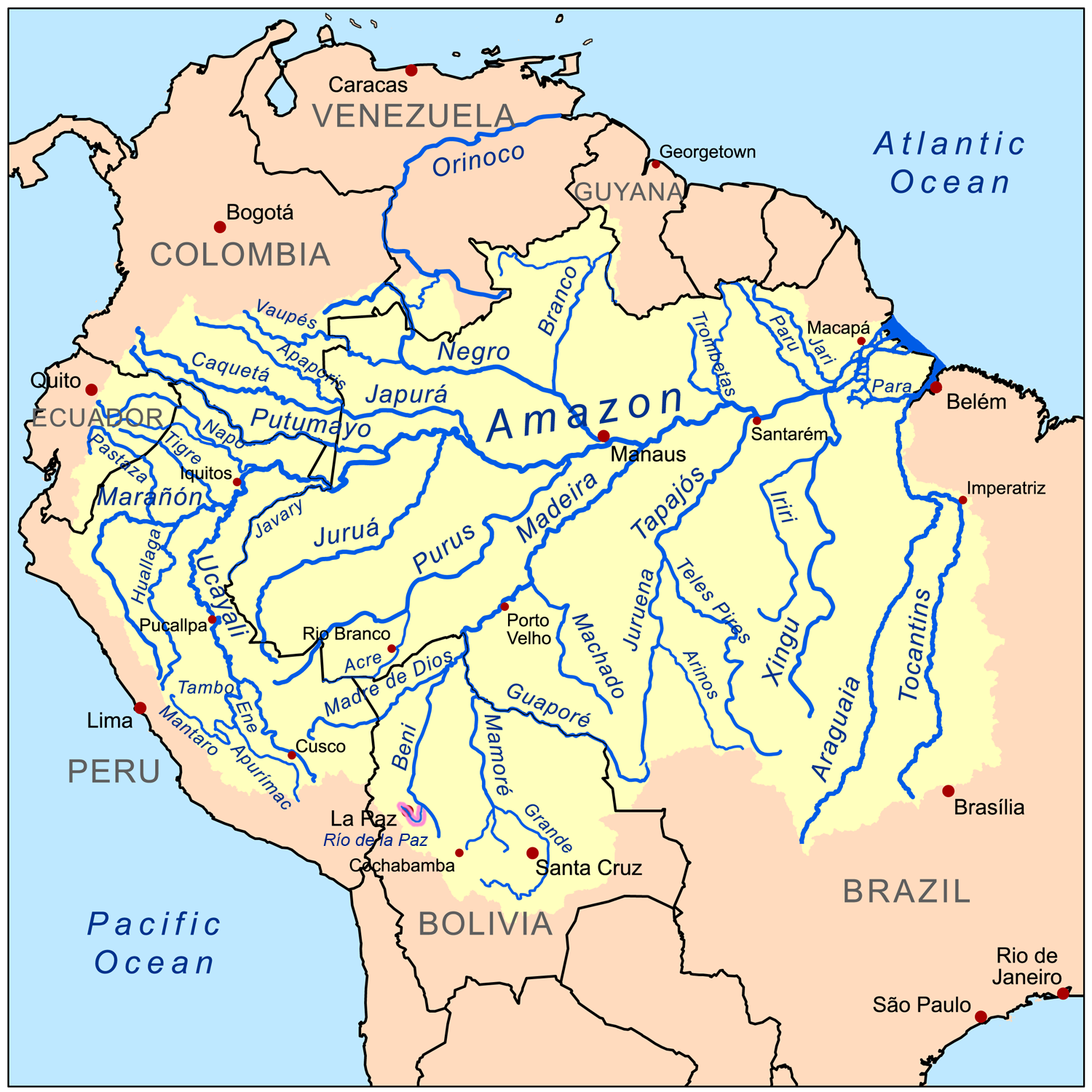
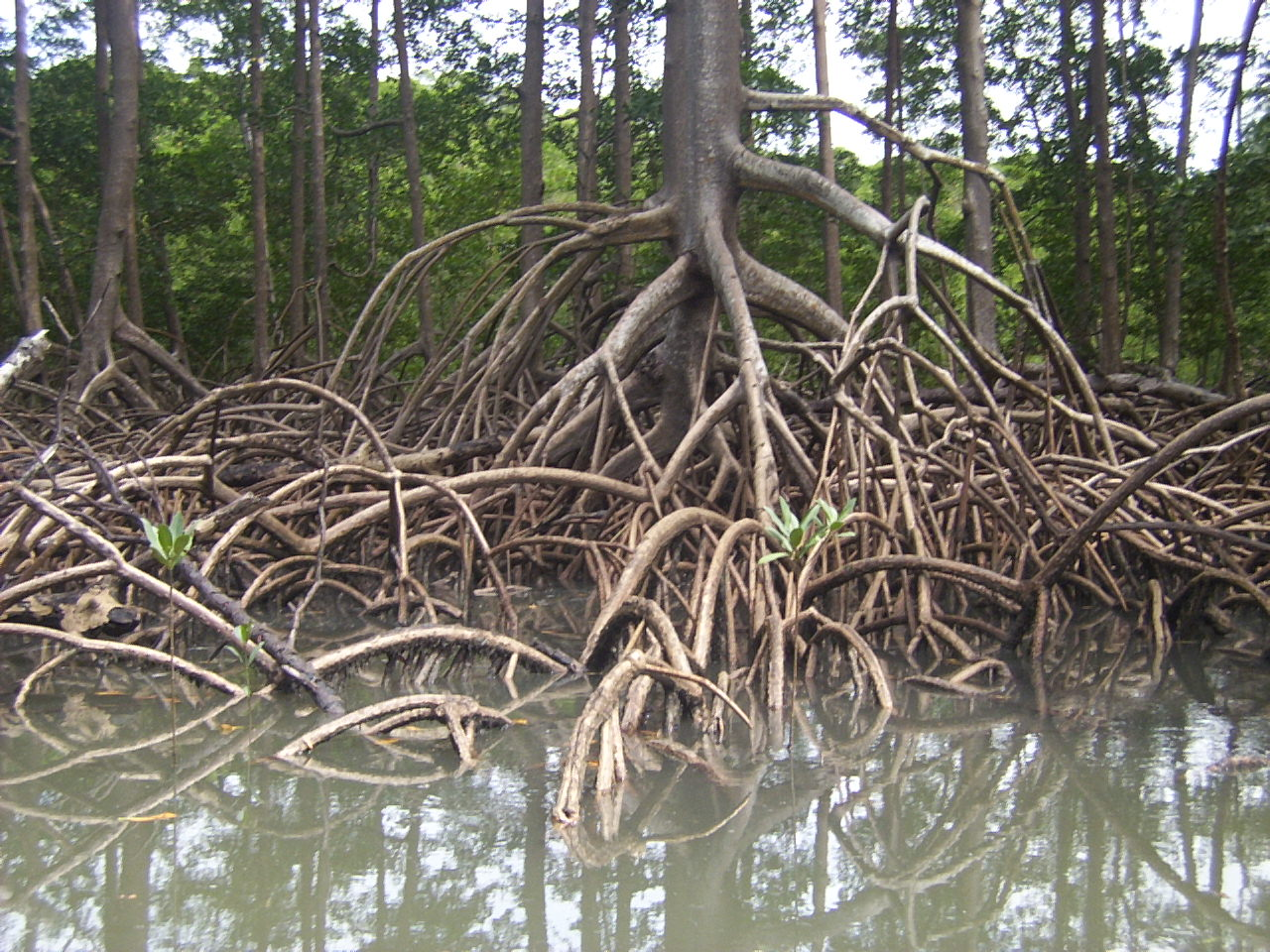
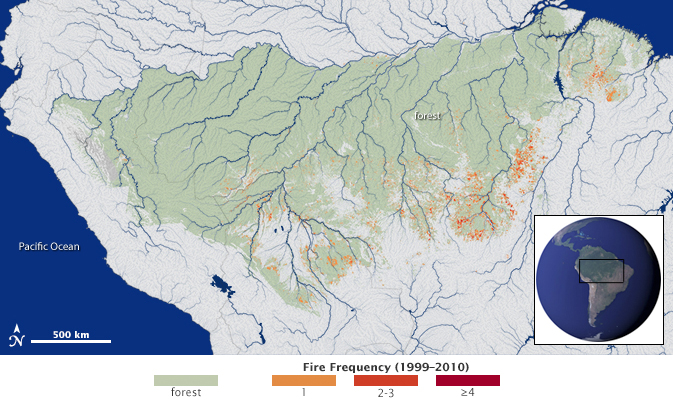